# Џентлменски споразум (филм)
Џентлменски споразум (енгл. Gentleman's Agreement) је амерички драмски филм из 1947. године, режисера Елије Казана, заснован на истоименом роману Лоре З. Хобсон. Радња прати новинара (Грегори Пек) који се представља као Јеврејин да би истражио распрострањен антисемитизам у Њујорку и богатим заједницама Њу Кејнан и Деријен у Конектикату. Био је номинован за осам Оскара, а освојио три: за најбољи филм, најбољу споредну глумицу (Селест Хоум) и најбољу режију.
Филм је у време изласка био контроверзан, као и сличан филм на исту тему, Унакрсна ватра, који је објављен исте године (иако је тај филм првобитно био прича о антихомосексуалности, касније промењеној у антисемитизам).
Године 2017, Конгресна библиотека је одабрала филм за чување у Националном регистру филмова Сједињених Држава због „културолошког, историјског или естетског значаја”.

## Радња
Филип Скајлер Грин је новинар удовац који се управо преселио у Њујорк са својом мајком и сином Томијем. Грин се састаје са издавачем часописа Џоном Минифајом, који га замоли да напише чланак о антисемитизму. Након почетног двоумљења како да приђе теми на нов начин, Грин одлучује да преузме јеврејски идентитет („Фил Грин” уместо „Скајлер Грин”, име под којим је дотад писао) и напише причу о својим искуствима. Од кључног значаја је, слажу се Грин и Минифај, да нико не зна да Фил није Јеврејин; будући да су он и његова породица нови у Њујорку и да их готово нико не зна, то не би требало стварати потешкоће.
На вечерњој забави, Фил упознаје Минифејеву разведену нећакињу Кети Лејси, за коју открива да је управо она предложила тему. Фил и Кети убрзо улазе у везу, иако је Кети неугодно због Филовог истраживачког пројекта. Иако је предложила тему и чини се да има либералне погледе, након што он открива како намерава да се представља као Јеврејин, она директно га упита је ли он стварно Јеврејин.
У часопису, где цело особље осим Минифаја мисли да је он Јеврејин, Филу је додијељена секретарица, Елејн Вејлс, која му открива да је и она Јеврејка, али је променила име како би добила тај посао (њена пријава, под јеврејским именом Естел Виловски, је одбијена). Касније, пошто Фил открива Минифају предрасуде с којима се Елејн суочила како би добила посао, Минифај уводи нову политику која је отворена и за Јевреје. Фил се спријатељује и са уредницом модне рубрике, Ен Детри која му постаје добра пријатељица и потенцијална љубавна партнерка, посебно због све мучније везе између њега и Кети.
Док се Филов пројекат наставља, његов пријатељ из детињства Дејв Голдман, Јеврејин, досели се у Њујорк због посла и почиње да живи са Гриновима док не нађе дом за своју породицу. Дом се тешко проналази у Њујорку, а ово је посебно проблематично Голдмановима, будући да неће све газде да изнајме кућу Јеврејима. Након што Фил исприча Дејву о свом пројекту, Дејв му пружа подршку, али је у исто време и забринут.
Док Фил истражује своју причу, доживљава неколико инцидената нетрпељивости. Када се његова мајка разболи од срчаног обољења, доктор га обесхрабрује да се консултује са специјалистом са очигледним јеврејским именом. Након што је чуо да је Фил Јевреј, доктору постаје непријатно и одлази. Поред тога, домар је шокиран када види да је јеврејско име наведено на поштанском сандучету. Штавише, када Фил жели да прослави свој медени месец у отменом хотелу, менаџер одбија да региструје Фила и каже му да уместо тога оде у други хотел.
Томи такође постаје мета насилника због тога. Фил је узнемирен начином на који Кети теши Томија, говорећи му да су ове увреде погрешне јер он није Јевреј, а не да је епитет сам по себи погрешан. Кетини ставови се даље откривају када она и Фил објављују веридбу. Њена сестра Џејн их позива на прославу у свој дом у Деријену, који је познат као заједница у којој Јевреји нису добродошли. Плашећи се непријатне сцене, Кети жели да каже породици и пријатељима да се Фил само претвара да је Јеврејин, али је он одвраћа. На забави су сви веома пријатељски расположени према Филу, иако многи људи „нису у могућности” да дођу.
Дејв најављује да ће морати да напусти посао јер не може да нађе стан за своју породицу. Кети поседује празну викендицу у Деријену и Фил то види као очигледно решење за Дејвов проблем. Кети, међутим, не жели да увреди своје комшије тако што ће је изнајмити јеврејској породици. Фил раскине веридбу са њом и најављује да ће се одселити из Њујорка када његов чланак буде објављен. Кад чланак изађе, запослени у часопису га веома добро прихватају.
Кети се састаје са Дејвом и говори му како се осећала лоше када је један гост на забави испричао нетрпељиву шалу. Међутим, она нема одговор када је Дејв пита шта је урадила поводом тога. Она схвата да ћутање оправдава предрасуде.
Следећег дана, Дејв говори Филу да ће се он и његова породица преселити у викендицу у Деријену, а Кети ће се преселити код своје сестре у суседству како би се побринула да се према њима добро поступа. Када Фил то чује, помири се са Кети. Филова мајка, која се још опоравља од срчаног обољења, каже Филу да јој је његов чланак дао нову наду у будућност, нову мотивацију да оздрави.

## Улоге
|  | Грегори Пек као Филип Скајлер Грин |  | Ен Ревир као госпођа Грин    |
|  | Дороти Макгвајер као Кети Лејси    |  | Џун Хавок као Елејн Вејлс    |
|  | Џон Гарфилд као Дејв Голдман       |  | Алберт Декер као Џон Минифај |
|  | Селест Хоум као Ен Детри           |  | Џејн Вајат као Џејн          |

## Награде и номинације
| Награда                                         | Категорија                                | Номиновани                             | Исход      | Реф.   |
| ----------------------------------------------- | ----------------------------------------- | -------------------------------------- | ---------- | ------ |
| Оскар                                           | Најбољи филм                              | Дарил Ф. Занук (за 20th Century Fox)   | Освојено   | [ 6 ]  |
| Оскар                                           | Најбољи редитељ                           | Елија Казан                            | Освојено   | [ 6 ]  |
| Оскар                                           | Најбољи глумац                            | Грегори Пек                            | Номинација | [ 6 ]  |
| Оскар                                           | Најбоља глумица                           | Дороти Макгвајер                       | Номинација | [ 6 ]  |
| Оскар                                           | Најбоља споредна глумица                  | Селест Хоум                            | Освојено   | [ 6 ]  |
| Оскар                                           | Најбоља споредна глумица                  | Ен Ревир                               | Номинација | [ 6 ]  |
| Оскар                                           | Најбољи сценарио                          | Мос Харт                               | Номинација | [ 6 ]  |
| Оскар                                           | Најбоља монтажа                           | Хармон Џоунс                           | Номинација | [ 6 ]  |
| Златни глобус                                   | Најбољи филм                              | Најбољи филм                           | Освојено   | [ 7 ]  |
| Златни глобус                                   | Најбољи филмски редитељ                   | Елија Казан                            | Освојено   | [ 7 ]  |
| Златни глобус                                   | Најбоља споредна глумица у филму          | Селест Хоум                            | Освојено   | [ 7 ]  |
| Златни глобус                                   | Специјална награда – Најбољи млади глумац | Дин Стоквел                            | Освојено   | [ 7 ]  |
| Награде Националног одбора за рецензију филмова | Топ десет филмова                         | Топ десет филмова                      | 7. место   | [ 8 ]  |
| Награде Националног одбора за рецензију филмова | Најбољи редитељ                           | Елија Казан                            | Освојено   | [ 8 ]  |
| Национални одбор за презервацију филмова        | Национални регистар филмова               | Национални регистар филмова            | Укључен    | [ 9 ]  |
| Награде Удружења њујоршких филмских критичара   | Најбољи филм                              | Најбољи филм                           | Освојено   | [ 10 ] |
| Награде Удружења њујоршких филмских критичара   | Најбољи редитељ                           | Елија Казан (такође за филм Бумеранг!) | Освојено   | [ 10 ] |
| Награде Удружења њујоршких филмских критичара   | Најбоља глумица                           | Селест Хоум                            | Номинација | [ 10 ] |
| Награде Удружења њујоршких филмских критичара   | Најбоља глумица                           | Дороти Макгвајер                       | Номинација | [ 10 ] |
| Филмски фестивал у Венецији                     | Велика међународна награда                | Елија Казан                            | Номинација |        |